# Cléo Inácio Hickman
Cléo Inácio Hickman, conegut futbolísticament com a Cléo, (Venâncio Aires, 9 de febrer de 1959) és un antic futbolista brasiler de la dècada de 1980.
Començà la seva carrera futbolística a l'Inter de Porto Alegre. El febrer de 1982 arribà al FC Barcelona com a substitut del lesionat Bernd Schuster. De fet, el seu aspecte físic, ros amb els cabells llargs, recordava al del jugador alemany. No obstant, no arribà a jugar cap partit oficial, només un amistós enfront del Centre d'Esports L'Hospitalet. Retornà a l'Inter, club amb el qual el mateix 1982 es proclamà campió del Torneig Joan Gamper a Barcelona. Posteriorment defensà els colors d'altres clubs brasilers com Palmeiras, Flamengo, America de Rio, Sport Recife i Vila Nova de Goiânia.